# هاني إيراني
هاني إيراني هي كاتبة سيناريو وكاتِبة وممثلة هندية، ولدت في 17 يناير 1950 بمومباي في الهند. من الجوائز التي نالتها جوائز فيلم فير.

## أعمال

### أفلام
- (1991) لمحة
- (2003) كوي... ميل غايا[6]
- (2006) كريش[7]
- (2013) كريش 3

## جوائز
- جوائز فيلم فير

## وصلات خارجية
- هاني إيراني على موقع IMDb (الإنجليزية)
- هاني إيراني على موقع أول موفي (الإنجليزية)
- هاني إيراني على موقع قاعدة بيانات الفيلم (الإنجليزية)
- هاني إيراني على موقع كينوبويسك (الروسية)